# Caio Fúrnio
Caio Fúrnio (em latim: Gaius Furnius) foi um senador romano da gente Fúrnia eleito cônsul em 17 a.C. com Caio Júnio Silano.

## História
Fúrnio era filho do tribuno da plebe Caio Fúrnio, um fervoroso defensor de Marco Antônio até sua derrota na Batalha de Ácio em 31 a.C. O jovem Fúrnio conseguiu reconciliar seu pai com Otaviano e Fúrnio pai foi nomeado cônsul sufecto em 29 a.C..
Fúrnio filho. foi nomeado, em 22 a.C., no lugar de Lúcio Élio Lâmia, legado Augusti pro pretore da turbulenta província da Hispânia Tarraconense, onde os cantábricos, mostraram-lhe desprezo por ser inexperiente e seguiram os ástures na revolta. Fúrnio, porém, juntamente com o legado da Hispânia Ulterior Públio Carísio, conseguiu habilmente nos seus três anos de mandato (até 19 a.C. ) subjugar tanto os cantábricos como os ástures, talvez conseguindo a conquista sangrenta de Mons Medullius na Galécia (talvez na área da atual Las Médulas..
Provavelmente graças às suas vitórias militares, Fúrnio foi eleito cônsul ordinário em 17 a.C. juntamente com Caio Júnio Silano: os dois permaneceram no cargo durante todo o ano, presidindo também os  Jogos seculares. Furnius morreu, segundo o depoimento de Jerónimo, antes de seu pai, mas não se sabe quando aconteceu, mas depois do seu consulado Furnius desaparece da história..
| Cônsul do Império Romano                                                   |                                           |                                                                                             |
| Precedido por: Públio Cornélio Lêntulo Marcelino com Cneu Cornélio Lêntulo | Caio Fúrnio 17 a.C. com Caio Júnio Silano | Sucedido por: Lúcio Domício Enobarbo com Públio Cornélio Cipião com Lúcio Tário Rufo (suf.) |